# Большой Буялык
Большой Буялык (укр. Великий Буялик, в 1924—2016 годах Благо́ево) — село Ивановского района Одесской области.
Расположено в 50 км к северу от города Одесса.
Большой Буялык, расположен за 16 км от районного центра и за 6 км от железнодорожной станции Буялык. Население 2586 человек.

## История
В сентябре 1801 года 19 болгарских семей, бежавших от преследований турками-османами в Одессу на русском корабле, управляемом итальянским капитаном Мускули, стали основателями сёл Большой и Малый Буялык. На протяжении XIX века население Большого Буялыка интенсивно росло, как за счёт естественного прироста, так и за счёт новых поселенцев из Болгарии. В 1821 году в селе проживало 1353 человека.
В 30-е годы в село прибыли новые болгарские переселенцы, которые поставили в селе 57 новых дворов. К 1857 году составляло 2207, а в начале 90-х гг. — 3797 чел.
Поскольку церковная школа не удовлетворяла потребностей села в образовании детей, в 1816 году поселенцы на собственные деньги начали строить училище, которое открылось в 1850 г. Обучение проводилось на болгарском и греческом языках. В 1870 г. открылась земская школа, в которой обучалось 190 человек.
По состоянию на 1886 год, в колонии, центре Больше-буялыкской волости Одесского уезда Херсонской губернии, проживало 3329 человек, насчитывалось 547 дворовых хозяйств, 26 лавок, раз в 2 недели по вторникам осуществлялись торжки.
В 1923 году село было переименовано в Благоево.
С 28 апреля 1926 по 5 февраля 1938 года был центром Благоевского района, относился к болгарскому национальному району.
Согласно переписи 17 декабря 1926 года в районе проживало 15639 чел., количество советов на 15 ноября 1930 года — 7 сельсоветов.
Население села в 1933 году составляло 6,4 тыс. чел., района — 15,0 тыс. чел., площадь района — 510 км2, количество сельсоветов — 8.
В 60-е гг. в селе работала начальная и средняя школа. Средняя школа была самой большой в Коминтерновском районе, к которому в те годы относилось с. Благоево. Тут обучалось более 500 учеников, работало 54 учителя. При школе было общежитие, где проживало 43 ученика с отдаленных сёл. Центром культурной жизни в селе стал Дом культуры с залом на 500 мест.
Футбольный клуб «Благо» — команда колхоза им. Благоева Ивановского района — участвовала во втором (1992/93) и третьем (1993/94) розыгрышах Кубка Украины.

## Основатели села
Исходя из текста на стеле основателям села, её основателями являются следующие люди:
1. Тодор Бимбаш
2. Иван Волков
3. Петрович Господин
4. Михайло Дука
5. Никола Дихан
6. Райко Ергиев
7. Димитр Ергиев
8. Кирю Жеко
9. Иван Кою
10. Иван Кирю
11. Стоян Кирияз
12. Яни Мавроди
13. Димитр Михайлов
14. Иван Михайлов
15. Стойко Продан
16. Якуб Прибилский
17. Михаил Петелкаки
18. Яни Станко
19. Дончо Стоян
20. Иван Стоян
21. Стойко Стоян
22. Стоян Стойко
23. Илчо Тодор

## Большебуялыкский сельский совет
67224, Одесская обл., Ивановский р-н, с. Большой Буялык, ул. Преображенская, дом. 114.

## Известные жители
- Бимбаш, Петр Степанович — генерал-майор Советской Армии, кавалер 4-х орденов Отечественной войны.
- Константин Михайлов-Стоян — один из организаторов «Болгарского оперного товарищества».
- Себов, Николай Антонович — советский военачальник, участник Великой Отечественной войны, заместитель командира 53-й гвардейской Тартуской стрелковой дивизии[13]
- Стоянов, Николай Георгиевич — кандидат медицинских наук, известный в Одесской области врач-гинеколог. Отец актёра, певца и режиссёра Юрия Стоянова[14].

## Архив
Книги, которые содержат метрические записи, записи о бракосочетании и о смерти, до 2011 года находились в архиве ПГТ Ивановка (Одесская область). С 2011 года они перенесены в Государственный архив Одесской области (ул. Пироговская, 29 и ул. Жуковского, 18)

## Галерея
- Большой Буялык
- Братская могила 145 советских воинов, которые погибли при обороне села в 1944 году
- Дом культуры с. Большой Буялык
- Сельский совет с. Большой Буялык
- Братская могила 24 советских партизан